# Lalish
36°46′17.03″N 43°18′12.04″Ø / 36.7713972°N 43.3033444°Ø
Lalish (kurdisk: Laliş, også kaldt Lalişa Nûranî) er en lille bjergdal i distriktet Shekhan i guvernementet Ninawa i det nordlige  Irak. Her er gravmælet til Sheikh Adi ibn Musafir, en central skikkelse i Yazidismem.
Mindst én gang i livet forventes yazidierne at foretage en seks dages pilgrimsfærd til Lalish for at  besøge sheikens grav, og samtidig andre hellige steder. Yazidier som er bofaste i området forventes selv at foretage en årlig valfart om efteråret, til forsamlingsfesten, som fejres fra 23. Aylūl til 1. Tašrīn I.